# 설정환
설정환(薛正煥, 1985년 9월 19일 ~ )은 대한민국의 배우, 모델이다.

## 생애
1985년 9월 19일 경기도 안양시 동안구에서 2남 중 장남으로 출생한 그는 본관 순창 (淳昌)이고 대사성공파 64세 환 (煥) 항렬이며 2011년 연극 《가로등이 전하는 이야기》를 통해 배우로 데뷔하였고 2014년 광고 캐논 - 인생에는 작지 않은 순간이 있습니다 편을 통해 모델로 데뷔하였다.
대표 작품으로는 2016년 SBS 아침 드라마 《내 사위의 여자》, 2017년 MBC 아침 드라마 《훈장 오순남》, 2018년 MBC 주말 특별기획 《데릴남편 오작두》, 2019년 KBS 1TV 일일 연속극 《꽃길만 걸어요》, 2020년 KBS 2TV 단막극 《KBS 드라마 스페셜 - 그곳에 두고 온 라일락》, 2021년 KBS 2TV 주말 드라마 《오케이 광자매》 등이 있다.

## 학력
- 2005년 ~ 2011년 서울예술대학교 방송연예과 전문학사

## 경력
- 2011년 경계없는 예술센터 단원

### 드라마
- 2012년 KBS1 단막극 《KBS TV 문학관 - 강산무진》
- 2016년 SBS 신년 특집 UHD 드라마 《퍽》 ... 김석원 역
- 2016년 SBS 아침 일일연속극 《내 사위의 여자》 ... 박수철 역
- 2016년 네이버 TV 웹 드라마 《목격자》 (웹 드라마) ... 상완 역
- 2017년 SBS 수목 특별기획 드라마 《사임당, 빛의 일기》 ... 김제 역
- 2017년 MBC 저녁 일일연속극 《훈장 오순남》 ... 강운길 / 장문호 역
- 2017년 SBS 수목 특별기획 미니시리즈 《엽기적인 그녀》 ... 맹광수 역
- 2017년 MBC 일요 일일연속극 《밥상 차리는 남자》 ... 치료사 한동우 역
- 2018년 JTBC 월화 미니시리즈 《으라차차 와이키키》 ... 이윤석 역 (특별출연)
- 2018년 MBC 주말 특별기획 드라마 《데릴남편 오작두》 ... 한승태 역
- 2018년 네이버 TV & 유튜브 웹 드라마 《누구나 한 번쯤 미쳤었다》 (웹 드라마)
- 2019년 MBC 주말 특별기획 대하드라마 《이몽》 ... 마루 역
- 2019년 JTBC 월화 미니시리즈 《바람이 분다》 ... 김지훈 역 (특별출연)
- 2019년 MBC 월화 미니시리즈 《웰컴2라이프》 ... 정민수 역 (특별출연)
- 2019년 KBS2 주말연속극 《사랑은 뷰티풀 인생은 원더풀》 ... 윤 선배 역 (특별출연)
- 2019년 ~ 2020년 KBS1 저녁 일일연속극 《꽃길만 걸어요》 ... 봉천동 역
- 2020년 KBS2 단막극 《KBS 드라마 스페셜 - 그곳에 두고 온 라일락》 ... 강연우 역
- 2021년 KBS2 주말연속극 《오케이 광자매》 ... 허기진 역
- 2022년 KBS1 저녁 일일연속극 《으라차차 내 인생》 ... 서재석 역 (특별출연)
- 2022년 ~ 2023년 TV조선 주말 미니시리즈 《빨간풍선》 ... 권태기 역
- 2023년 KBS2 주말연속극 《효심이네 각자도생》 ... 이효준 역

### 영화
- 2010년 영화 《사랑이 사랑에게》
- 2010년 영화 《마녀로소이다》
- 2011년 영화 《SERVO》
- 2016년 영화 《오뉴월》
- 2019년 영화 《언니》 ... 지철 역
- 2025년 영화 《우리 둘 사이에》

### 연극
| 연도 | 제목                       | 역할 | 기간                  | 장소           | 비고 |
| ---- | -------------------------- | ---- | --------------------- | -------------- | ---- |
| 2011 | 《가로등이 전하는 이야기》 |      |                       |                |      |
| 2011 | 《탑고시원》               |      | 2011.12.01~2011.12.11 | 상명아트홀 2관 |      |

### 예능
| 연도 | 방송사       | 제목                         | 역할   | 기간                  | 비고 |  |
| 2021 | MBC 에브리원 | 《천재지골》                 | 게스트 | 2021.11.12~2021.11.19 |      |  |
| 2022 | SBS          | 《편먹고 공치리 3 랜덤박스》 | 게스트 | 2022.05.21            |      |  |

### 라디오
| 연도 | 방송사   | 제목                              | 역할   | 기간       | 비고 |
| ---- | -------- | --------------------------------- | ------ | ---------- | ---- |
| 2020 | KBS 쿨FM | 《사랑하기 좋은 날 이금희입니다》 | 게스트 | 2020.11.27 |      |
| 2021 | KBS 쿨FM | 《사랑하기 좋은 날 이금희입니다》 | 게스트 | 2021.01.13 |      |

### 뮤직비디오
| 연도 | 가수 | 노래   | 공동 출연 | 비고 | 출처 |
| ---- | ---- | ------ | --------- | ---- | ---- |
| 2012 | God  | 〈길〉 |           |      |      |

### 광고
| 연도 | 기업                 | 제품                                                         | 종류                 | 공동 출연            | 출처 |
| ---- | -------------------- | ------------------------------------------------------------ | -------------------- | -------------------- | ---- |
| 2014 | 캐논                 | 캐논 - 인생에는 작지 않은 순간이 있습니다 편                 | 사진기               | 김미정               | 보기 |
| 2014 | KT                   | 올레 전무후무멤버십 2                                        | 이동 통신            |                      | 보기 |
| 2014 | KT                   | 올레 전무후무멤버십 2                                        | 이동 통신            | 보기                 |      |
| 2014 | 케이지할리스에프앤비 | 할리스 커피 - 커피 한 잔 하실래요? 편                        | 커피                 |                      | 보기 |
| 2014 | 삼성그룹             | 삼성그룹                                                     | 대기업               |                      |      |
| 2015 | 인크루트             | 인크루트 - 어느 취준생의 지친 하루 편                        | 고용                 | 윤종신 곽진언 김필   | 보기 |
| 2015 | 한화그룹             | 한화그룹 나는 불꽃이다 - 약속 편                             | 대기업               |                      | 보기 |
| 2015 | 본아이에프           | 본죽 - 친구 편                                               | 죽                   |                      | 보기 |
| 2016 | 롯데칠성음료         | 청하                                                         | 술                   | 박소담               | 보기 |
| 2016 | 카카오               | 카카오스토리                                                 | 소셜 네트워크 서비스 |                      |      |
| 2016 | 이베이               | 옥션 혼자가 더 좋을 땐, 어서옥션 - 혼영 편                   | 온라인 쇼핑몰        | 아이오아이           | 보기 |
| 2017 | 공익광고협의회       | 공익광고 - 작은 결혼식 편                                    | 공익광고             |                      |      |
| 2017 | 롯데네슬레코리아     | 네스카페 돌체 구스토 - 힐링타임 편                           | 커피메이커           |                      |      |
| 2017 | 대한민국 국가정보원  | 대한민국 국가정보원                                          | 공익광고             |                      |      |
| 2017 | SK엔카               | SK엔카 - 빅데이터, 자동차 거래에도 필요해? 편                | 중고차               |                      | 보기 |
| 2018 | 르노코리아자동차     | 르노코리아 QM6                                               | 자동차               | 차민지               |      |
| 2019 | LG유플러스           | U+ TV 넷플릭스 킹덤을 U+ TV로 생생하게 - 하우스 오브 카드 편 | IPTV                 |                      | 보기 |
| 2019 | 종로유학원           | 종로유학원                                                   | 학원                 |                      |      |
| 2019 | 현대L&C              | 현대L&C - 센트라 프라임 편                                   | 인테리어 디자인      |                      | 보기 |
| 2019 | 현대L&C              | 현대L&C - 레하우 편                                          | 인테리어 디자인      |                      | 보기 |
| 2019 | 현대L&C              | 현대L&C - 칸스톤 편                                          | 인테리어 디자인      |                      | 보기 |
| 2019 | 현대L&C              | 현대L&C - 큐피트 편                                          | 인테리어 디자인      |                      |      |
| 2019 | 현대L&C              | 현대L&C - 가장 현대적인 인테리어의 시작 편                   | 인테리어 디자인      |                      | 보기 |
| 2020 | 동국제약             | 판시딜 - 머리숱이 풍성해지니 사람이 달라보이네~ 편           | 약                   | 김성주 안정환 김강현 | 보기 |
| 2022 | 석정도시개발         | 석정도시개발                                                 | 건설                 | 정유민               |      |

## 수상 및 후보
| 연도 | 시상식       | 부문                        | 작품              | 결과 |
| ---- | ------------ | --------------------------- | ----------------- | ---- |
| 2019 | KBS 연기대상 | 일일 드라마부문 남자 우수상 | 《꽃길만 걸어요》 | 수상 |

## 가족 관계
- 외조부 : 최길현
- 아버지 : 설길동 (1952년 3월 25일 ~ 2004년 8월 15일)
- 어머니 : 최순덕 (1958년 9월 8일 ~ )
- 남동생 : 설경환 (1987년 7월 30일 ~ )